# 細川吉次郎
細川 吉次郎（ほそかわ きちじろう、1861年10月6日〈文久元年9月3日〉 - 1924年〈大正13年〉5月25日）は、明治から大正時代の政治家、蚕種業者。長野県小県郡城下村長、上田市長。

## 経歴
信濃国小県郡諏訪形村（現・上田市諏訪形）で吉兵衛の二男として生まれた。生家は代々庄屋を務め酒造業などを営んでいた。松平（しょうへい）学校を卒業。家業の酒造業から蚕種製造業に転じ、1873年（明治6年）上田初の製糸場を設立する。その後、蚕種製造のみとし小県郡蚕種検査所主事を務めた。ついで、1890年（明治23年）城下村会議員に選ばれ、1893年（明治26年）同村長に就任し、小学校の増築や高等科新設などに尽力した。
1897年（明治30年）小県郡会議員となり郡参事会員も務めた。1899年（明治32年）から長野県会議員を3期務め、県農会副会長、蚕種同業組合副組合長などを兼任する。1914年（大正3年）上田町長に推挙され就任し、1919年（大正8年）城下村と合併し上田市が成立すると同市長に就任した。上水道の整備、市有林の造成、公会堂の新築などに尽力したが、病のため在職中に死去。市葬が執り行われた。